# Oberkorn
Oberkorn (Frans: Obercorn, Luxemburgs: Uewerkuer) is een plaats in de gemeente Differdange en het kanton Esch-sur-Alzette in Luxemburg.

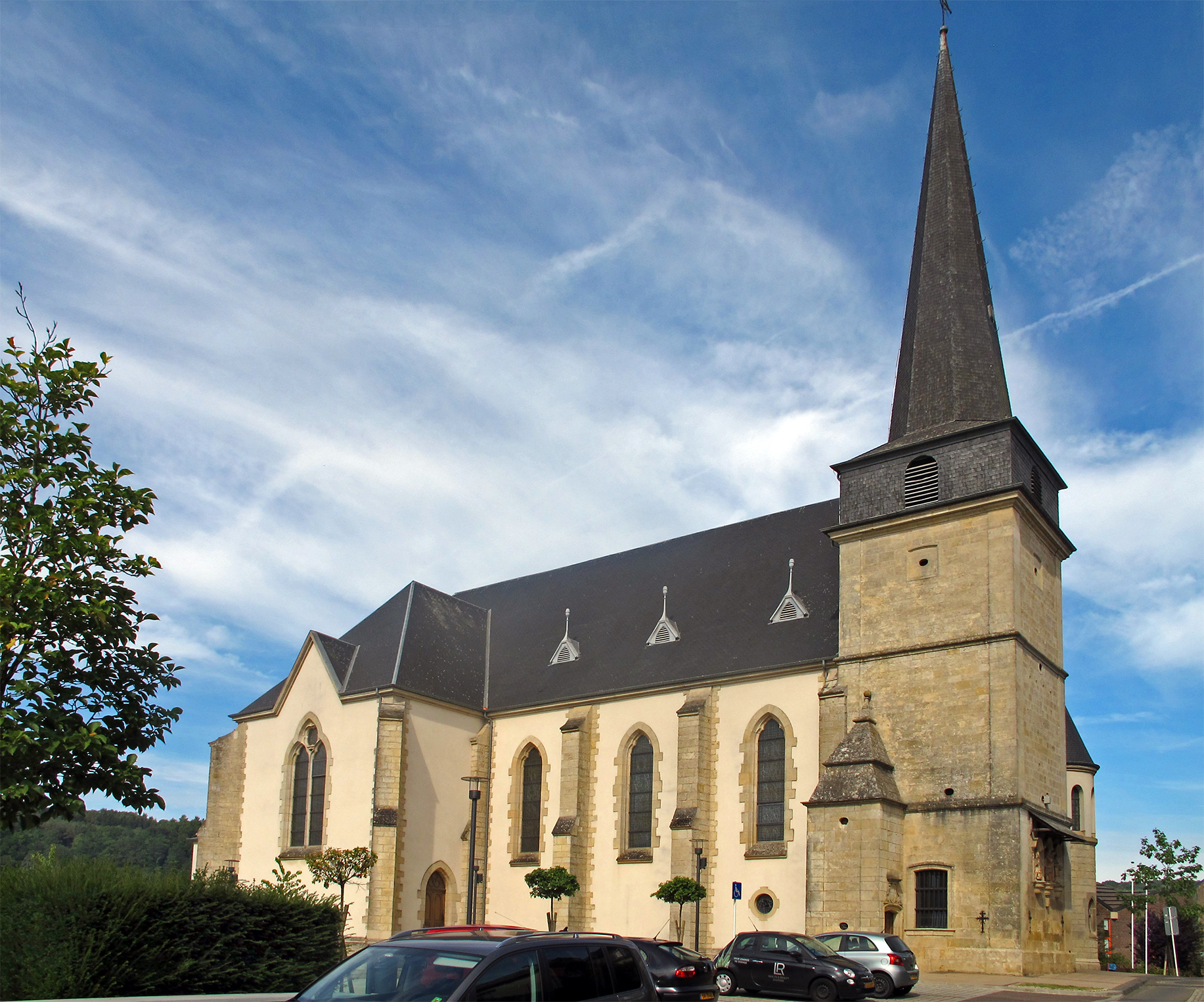
Kerk van Oberkorn

Oberkorn telt 4494 inwoners (2001).
Differdange · Lasauvage · Niederkorn · Oberkorn

Luxemburgse gemeenten · Kanton Esch-sur-Alzette · Luxemburg